# Telgárt
Telgárt este o comună slovacă, aflată în districtul Brezno din regiunea Banská Bystrica, pe malul râului Q12780865⁠(d). Localitatea se află la altitudinea de 886 m deasupra n.m., se întinde pe o suprafață de 55,97 km2 și în 2017 număra 1.532 de locuitori.

## Istoric
Localitatea Telgárt este atestată documentar din 1326.

## Demografie
| An:                | 1994 | 2004   | 2014   | 2024   |
| ------------------ | ---- | ------ | ------ | ------ |
| Număr de persoane: | 1630 | 1531   | 1530   | 1506   |
| Diferență:         |      | −6,07% | −0,06% | −1,56% |

| An:                | 2023 | 2024   |
| ------------------ | ---- | ------ |
| Număr de persoane: | 1525 | 1506   |
| Diferență:         |      | −1,24% |